# Lithosciadium kamelinii
Lithosciadium kamelinii là một loài thực vật có hoa trong họ Hoa tán. Loài này được (V.M. Vinogr.) Pimenov mô tả khoa học đầu tiên năm 1996.